# Frances Hogben
Frances Hogben (Portsmouth, 16 ottobre 1937) è un'ex nuotatrice britannica.
Specializzata nello stile libero, ha partecipato ai Giochi di Melbourne 1956, gareggiando nei 100m sl e nella Staffetta 4x100m sl. 